# عبد الرحمن بن عبد الوهاب بن سلمان آل خليفة
الشيخ عبد الرحمن بن عبد الوهاب بن سلمان بن احمد الفاتح آل خليفة (22 يناير 1844 في المحرق - 24 مايو 1933 في المحرق) الوزير ابن الوزير من عائلة آل خليفة الحاكمة في مملكة البحرين.

## الأسرة
تزوج ثلاث مرات: الأولى موزة بنت محمد القبيسي والثانية شيخة بنت العفيس والثالثة رافعة بنت عبد الله.
- راشد بن عبد الرحمن آل خليفة.
- خليفة بن عبد الرحمن بن عبد الوهاب آل خليفة.
- دعيج بن عبد الرحمن آل خليفة.
- عبد الوهاب بن عبد الرحمن آل خليفة.
- إبراهيم بن عبد الرحمن آل خليفة.
- سلطان بن عبد الرحمن آل خليفة.
- جابر بن عبد الرحمن آل خليفة.
- محمد بن عبد الرحمن بن عبد الوهاب آل خليفة.
- صقر بن عبد الرحمن آل خليفة.
- عبد الله بن عبد الرحمن بن عبد الوهاب آل خليفة.
- عبد الرزاق بن عبد الرحمن آل خليفة.
- عمر بن عبد الرحمن آل خليفة.
- عطية الله بن عبد الرحمن آل خليفة.
- رزق بن عبد الرحمن آل خليفة.
- توبة بنت عبد الرحمن آل خليفة.
- رقية بنت عبد الرحمن آل خليفة.
- موزة بنت عبد الرحمن آل خليفة.
- نورة بنت عبد الرحمن بن عبد الوهاب آل خليفة.
- مريم بنت عبد الرحمن آل خليفة.
- ثاجبة بنت عبد الرحمن آل خليفة.
- هيا بنت عبد الرحمن آل خليفة.